# Ronnie Earl
Ronnie Earl (nacido Ronald Horvath; Nueva York, 10 de marzo de 1953) es un guitarrista de blues, jazz y soul estadounidense. Su fraseo y su forma de ejecución, elegante y sentida, mezclando el sonido del blues (principalmente con el estilo de Chicago y Texas) con improvisaciones propias del jazz, le sitúan como uno de los grandes instrumentistas actuales del blues.

## Biografía

### Primeros años
La relación de Earl con la música pudo iniciarse temprano (sus padres intentaron que aprendiera piano con diez años), pero la disciplina exigida por el aprendizaje le repelía. Hasta diez años más tarde, durante su estancia en la Universidad de Boston, no mostraría un serio interés por la música, que en esta ocasión vendría dado por el blues.
En 1973, estando en tercer año de carrera universitaria, tuvo ocasión de escuchar a Muddy Waters en un club de la ciudad. Compró una guitarra acústica, que inmediatamente cambió por una Fender Stratocaster, e inició una intensa práctica que le llevó a dominar el instrumento en un tiempo relativamente corto.
Tras su diplomatura en Educación y Educación especial pasó un tiempo trabajando con niños con necesidades especiales; pero el blues se había convertido en su pasión. Su primer trabajo profesional, aún con su nombre original, fue en la sección rítmica de The Speakeasy. Empezó a frecuentar a los grandes bluesmen que llegaban a Boston (cuando estaban en la ciudad, compartía apartamento con Otis Rush y Big Walter Horton). También viajó a Chicago, donde pasó un tiempo con Koko Taylor, que le introdujo en el ambiente del blues local. 
En 1978 pidió una excedencia en su trabajo y viajó al sur junto a Johnny Nicholas; visitaron los clubes de Atlanta y Nueva Orleans, y recalaron en Austin (Texas), donde Ronnie trabó una importante amistad con Kim Wilson y Jimmie Vaughan, de The Fabulous Thunderbirds. Al regreso de este viaje, Earl fue consciente de que no podía seguir compaginando el rigor de la enseñanza con su naciente carrera musical, y abandonó la primera. En 1979 fue guitarra rítmica en la única grabación del grupo Guitar Johnny & the Rhythm Rockers, liderado por Nicholas, y en el primer disco de Sugar Ray & the Blue Tones, liderado por el armonicista Sugar Ray Norcia. Esa fue la época de su cambio de nombre: compartía escenario con Muddy Waters y, dado que este no atinaba a pronunciar correctamente su apellido cuando le llamaba al escenario o lo presentaba, decidió cambiar Horvath por Earl en honor a su admirado Earl Hooker.

### Roomful of Blues
En 1979, Earl fue invitado a unirse al grupo Roomful of Blues en sustitución de Duke Robillard, fundador del mismo. El jump blues revivalista practicado por el conjunto precisaba de cierta sensibilidad jazzística a la vez que de un intenso sentido del blues, y pareció encontrar ambas virtudes en Earl. 
Comienza así una colaboración de ocho años (1979-1987) que se inicia con el notable disco "Hot little mama" (1981) y se prolonga hasta el "Live at Lupos Heartbreak Hotel" (1986). Pero estos años significarían mucho más en la vida de Earl. En el campo profesional, el reconocimiento a nivel nacional como brillante guitarrista se une a una escalada creativa que, como compositor, le llevará a la necesidad de encontrar cauces para expresar su música con voz propia. En lo personal, el inicio de un historial de abuso de alcohol y drogas se añadirá a graves crisis depresivas y marcará los siguientes veinte años de su vida. Las giras prolongadas y el entorno en que se desenvuelven los músicos durante las mismas no hacen sino aumentar las tendencias adictivas del guitarrista, y las adicciones agravan su depresión. En sus propias palabras:

Lo que te encuentras muchas veces son alcohólicos y adictos que tratan su depresión con esas sustancias nocivas. Es lo que me pasó a mí: traté mi depresión con cocaína, aunque empecé por la marihuana.
Entrevista con Brian Holland

En el terreno profesional, el renombre de Roomful como banda de blues iba en aumento, lo cual provocó que fueran solicitados para grabar como grupo de acompañamiento de auténticas leyendas de la música, como Eddie "Cleanhead" Vinson en el disco "Eddie Cleanhead Vinson and Roomful of Blues" (1982), Big Joe Turner en "Blues train" (1983) o Earl King en "Glazed" (1988); todas estas grabaciones fueron nominadas para los premios Grammy, lo que hizo que la fama de Roomful of Blues rebasara los límites del género para hacerse cierto nombre en el mercado de la música convencional.
Earl, por su parte, empezó a dar cauce a sus inquietudes musicales más personales grabando sus primeros discos en solitario mientras aún militaba en Roomful. Su primera grabación (y germen de lo que sería en adelante su grupo de acompañamiento, the Broadcasters) fue "Smokin'" (1983), y en ella contó con las voces de Kim Wilson y Sugar Ray Norcia. Al año siguiente, "They call my Mr. Earl" confirmaría que, aunque estos discos fueran aún una actividad secundaria, la carrera de Ronnie Earl en solitario ya había comenzado.
Mientras Roomful of Blues seguía acumulando éxitos como conjunto (su sección de viento fue reclamada para tocar con Stevie Ray Vaughan en su "Live at the Carnegie Hall" (1984), y la banda en pleno estaba en una gira constante de costa a costa de EE. UU.), sus componentes iban sufriendo las consecuencias de un ritmo tan intenso. Corría el año 1987, y la enfermedad y el agotamiento provocaban bajas; un caso notable fue el del saxo tenor Greg Piccolo, líder de facto del grupo desde la marcha de Robillard. En cuanto a Earl, sus adicciones se iban agravando a la vez que se desarrollaba un grave estado depresivo que no sería diagnosticado hasta unos años después. Pero musicalmente, fue el momento decisivo: a finales de 1987 dejaba definitivamente Roomful of Blues.

### Ronnie Earl and the Broadcasters
En 1988 Earl formó oficialmente the Broadcasters con intención de continuidad. El grupo tomó el nombre de la primera guitarra fabricada por Fender. Esta primera formación estaba compuesta por Darrell Nulisch (voz), Jerry Portnoy (armónica), Steve Gomes (bajo) y Per Hanson (batería). Ese mismo año realizaron su primer álbum, "Soul searchin'", seguido por "Peace of mind" en 1990.
Entre uno y otro disco, Earl había aceptado y enfrentado sus problemas con el alcohol y la cocaína, y empezaba a replantearse seriamente un camino musical que había ido madurando con el tiempo. Como él mismo recordará años más tarde:

Esto viene de cuando estaba con Roomful, probablemente hasta de más atrás [...] A pesar de haber compuesto muchas canciones con letra, yo no sentía la necesidad de palabras, y al final me sentía como si no pudiera expresar con ellas lo que sí podía hacer decir a la guitarra [...] Mi guitarra es mi voz.
Entrevista con Bob Putignano

En sus discos de estas fechas se alternan las composiciones con voz y las puramente instrumentales, pero en 1993 se concretará la decisión que había venido madurando durante años: "Still river" es un álbum estrictamente instrumental; pero tal vez lo más importante es que no se trata de un experimento, sino del inicio de una serie de discos que prescinden por completo de la voz, lo que convierte a Earl en una rareza dentro del mundo del blues. El grupo reunido para este disco está formado por Rod Carey (bajo), Laurence Etkin (trompeta), Anders Gaardmand (saxo), Per Hanson (batería) y Bruce Katz (órgano y piano).
Acompañando la publicación de "Still river", la banda se embarca en una gira por Europa durante la cual madura su estilo y compenetración, y consigue el aplauso de crítica y público: "Blues guitar virtuoso - Live in Europe", grabado en Bremen (Alemania) durante dicha gira, obtuvo el premio al mejor álbum de blues en la votación de final de año de la revista Pulse. Al año siguiente, "Grateful heart: Blues and ballads", consiguió el premio al mejor álbum de blues de 1996 de la revista DownBeat.
Los premios, las actuaciones y la atención mediática conseguida, le permiten firmar contrato con un sello importante, Verve, en el cual debuta en 1997 con la grabación de "The colour of love": vende más de 65.000 copias y se convierte en uno de los mayores éxitos en la carrera de Earl; musicalmente, supone un paso más en dirección a los sonidos de jazz e instrumentales (solo uno de sus once temas tiene letra: 'Everyday kinda man', cantado por Gregg Allman. Ese mismo año le conceden el primero de sus dos premios W.C. Handy (Blues Music Awards a partir de 2006) como mejor instrumentista de blues; el siguiente lo ganó en 1999. En 2014 y 2018 obtiene el Blues Music Award en la categoría de mejor guitarrista. 
En lo personal, en cambio, la situación no acompañaba al éxito profesional. Puede decirse que esa época fue el segundo momento decisivo en la vida privada de Earl. Como él mismo dice:

Sobre esta época, mi mujer me dijo: Quiero cultivar un jardín, recuperar la apariencia de una vida real y dejar la carretera. Además, yo estaba exhausto, peleando contra la diabetes y la depresión, así que estaba quemado; tanto física como mentalmente.

Lo que Earl describe aquí someramente es una grave crisis vital y psicológica que se traducirá en la ruptura con el sello Verve y la disolución de the Broadcasters. Y, en su vida posterior, en temporadas de inactividad y reclusión,un alejamiento de las grades giras, y lo que ha sido la tónica general en la carrera de Earl desde esas fechas: la limitación de sus apariciones en directo a lugares de poco aforo en localidades a corta distancia de su domicilio, en Nueva Inglaterra. 
Su disco siguiente, "Healing time" (2000), grabado con un sello menor, Telarc, se introduce mucho más en el camino del jazz y cuenta con la participación del legendario organista Jimmy McGriff. En 2001 aparece "Ronnie Earl and friends", un homenaje mutuo entre él y los artistas invitados que participan: un disco de vuelta al blues más tradicional, que huye de experimentos y que alcanza su mejor sonido en los blues lentos. Nueva desaparición (sigue luchando con su diabetes, la depresión y un lastrante síndrome de fatiga crónica) y retorno en 2003 con "I feel like goin'on", grabado con el pequeño sello canadiense Stony Plain Records; se trata de una nueva incursión en el blues instrumental, con un solo tema cantado.
En 2004, la aparición de "Now my soul" significa una reunión con viejos amigos como Kim Wilson o Greg Piccolo, la recreación de the Broadcasters (por primera vez en una portada desde 1997), y la manifestación pública de una profunda religiosidad que ayuda a Earl a superar sus muchos problemas físicos y psicológicos; miembro de la Primera iglesia baptista de Littleton (Massachusetts), es habitual verle tocar en sus ceremonias. Toda esta orientación personal queda expresada en el tema 13 del disco, un mensaje hablado del guitarrista. La crítica en general acoge con satisfacción este álbum, en el que muchos destacan el tema 'Double Trouble', magnífica versión (con Wilson como voz y armónica) de más de 10 minutos del original de Otis Rush, a quien Earl ha reconocido en diversas ocasiones como su mayor influencia y a quien ha homenajeado musicalmente a lo largo de su carrera.
Su reunión en 2005 con Duke Robillard para crear "The duke meet the earl", supone el reencuentro de dos grandes amigos y de dos grandes guitarras, cuyo diálogo a lo largo del disco (Earl sonando en el canal izquierdo y Robillard en el derecho) deparan al oyente algunos momentos memorables, como una insuperable versión de 'My tears' de casi 16 minutos. Invitados a esta fiesta, el órgano de Jimmy McGriff y la voz de Mighty Sam McClain. En 2007 regresa al jazz-blues instrumental con "Hope Radio", grabado en vivo en el estudio durante dos días y ante una pequeña audiencia de invitados (al mismo tiempo se grabó en DVD). La formación de the Broadcasters en este disco (idéntica desde la reunificación de 2004) la componen Jim Mouradian (bajo), Dave Limina (teclados) y Lorne Entress (batería); como invitados, Michael "Mudcat" Ward (bajos y piano) y Nick Adams (segunda guitarra).
1. ↑  Holland, Brian D. (abril de 2008). «The Boston Blues Society» (en inglés). Archivado desde el original el 12 de diciembre de 2010. Consultado el 13 de septiembre de 2008.
2. 1 2  Putignano, Bob (2007). «BluesAndJazzSounds.com» (en inglés). Archivado desde el original el 5 de septiembre de 2008. Consultado el 4 de octubre de 2008.
3. ↑  Gordon, Reverend Keith A. (2004). «Blues About.com Archivado el 3 de enero de 2012 en Wayback Machine. (en inglés). Consultado el 4 de noviembre de 2011.

## Discografía
Época inicial
- Guitar Johnny and the Rythm Rockets (EP) (1979)
- Sugar Ray and the Bluetones feat. Little Ronnie (EP) (1980)
- Ronnie Earl and the Broadcasters feat. the sensational Sugar Ray (EP) (1981)

Con Roomful of Blues
- Hot little mama (1981)
- Eddie Cleanhead Vinson & Roomful of blues (1982)
- Blues train (Big Joe Turner & Roomful of blues) (1984)
- Dressed up to get messed up (1986)
- Live at Lupo's Heartbreak Hotel (1986)

En solitario y con the Broadcasters
- Smokin' (1983)
- They call me Mr. Earl (1984)
- Deep blues (reúne los dos previos) (1985)
- Soul searchin' (1988)
- Peace of mind (1990)
- I like it when it rains (1990)
- Surrounded by love (1991)
- Test of time: a retrospective (recopilatorio de la etapa previa) (1992)
- Still river (1993)
- Blues and forgiveness (1993)
- Language of the soul (1994)
- Blues guitar virtuoso - Live in Europe (edición para EE. UU. de Blues and forgiveness) (1995)
- Grateful heart: blues and ballads (1996)
- Eye to eye (1996)
- Plays big blues (recopilatorio) (1997)
- The colour of love (1997)
- Healing time (2000)
- Ronnie Earl and friends (2001)
- I feel like goin' on (2003)
- Now my soul (2004)
- The duke meets the earl (2005)
- Heart and soul: the best of Ronnie Earl (recopilatorio) (2006)
- Hope radio (2007)
- Living in the light (2009)
- Spread the love (2010)
- Just for today (2013)
- Good news (2014)
- Father's day (2015)
- Maxwell Street (2016)
- The luckiest man (2017)
- Beyond the blue door (2019)
- Rise up (2020)
- Mercy Me (2022)

Selección de apariciones con otros intérpretes
- Big Walter Horton - Little boy blue (1980)
- Earl King - Glazed (1986)
- Hubert Sumlin - Blues party (1987)
- Nappy Brown - Something gonna jump out of the bushes (1987)
- John Campbell - A man and his blues (1988)
- Hubert Sumlin - Healing feeling (1990)
- Dave Specter & Barkin' Bill Smith - Bluebird blues (1991)
- Jimmy Rogers - with Ronnie Earl and the Broadcasters (1994)
- Joe Beard - Blues union (with Ronnie Earl) (1996)